# Nagykereki
Nagykereki község Hajdú-Bihar vármegyében, a Berettyóújfalui járásban.

## Fekvése
A vármegye keleti szélén fekszik, közvetlenül a román határ mellett, természetföldrajzi szempontból a Bihari-sík északkeleti vidékén.
Különálló településrésze Nagyzomlin, mely a központjától jó 5 kilométerre délre helyezkedik el.
A szomszédos települések a határ magyar oldalán: észak felől Kismarja, dél felől Ártánd, délnyugat felől Bedő, nyugat felől pedig Bojt; kevés híja van annak, hogy nem határos északnyugaton még Hencidával is. Határszéle keleten mintegy 12 kilométer hosszban egybeesik az országhatárral; a legközelebbi település abban az irányban Nagyszántó.

### Megközelítése
Itteni szakaszának átadása óta a legfontosabb közúti elérési útvonala az M4-es autóút, mely a belterületétől nem messze északra halad el és csomópontja is van itt; így ezen az ország távolabbi részei felől is könnyen elérhető. Az M4-es egyben itt éri el az országhatárt; hozzá csatlakozva a román oldalon Bors 2 néven épült határátlépő pont, az 5 km hosszú észak-erdélyi autópálya utolsó részeként.
Lakott területén a Debrecen-Biharkeresztes közt húzódó 4808-as út halad keresztül, így a végponti városok felől ezen közelíthető meg; Hencidával a 4813-as út köti össze. Nagyzomlinra a központjából a 48 115-ös számú mellékút vezet.
A hazai vasútvonalak közül a települést a Debrecen–Sáránd–Nagykereki-vasútvonal érinti, melynek itt van a végállomása. Nagykereki vasútállomás a község északkeleti szélén helyezkedik el, közúti elérését a 48 315-ös számú mellékút teszi lehetővé.

## Története
A falu Árpád-kori megtelepedését régészeti leletek bizonyítják. Eredeti neve Kereki volt. A helynév a kör alakú erdőt jelentő kerek szavunk származéka. Megtelepítői a későbbi Ártándy család ősei. Korai templomát a Szent Kereszt tiszteletére emelték. A váradi püspöknek fizetett tized összege szerint a 13. század végére még kis falu.
Az Ártándyak korábban csak palánkkal védett földesúri kúriájából az 1440-es évekre várkastély épült ki, melyben a birtokos család lakott. A 16. század elején országos szerepre emelkedett család tizenegy faluból álló uradalmának központja.
Bocskai István felesége, Hagymássy Katalin révén kapja meg a várat. Az 1592-től váradi főkapitányi tisztet elnyert Bocskai több száz katona elhelyezésére alkalmas, korszerű, komoly erősségé tette a várat, ahol maga is hosszabb ideig lakott.
A Bocskait megtámadó császári csapatok 1604. október 3-án ostromolták meg a várat, de kapitánya, Örvendi Pál, háromszáz segítségül hívott köleséri hajdúval és a kereki lakosság segítségével, megvédte. Helytállásukat Bocskai azzal jutalmazta, hogy a falut mezővárosi rangra emelte, lakóit kivette a jobbágysorból.  Örökös nélküli halála után a vár végrendelete értelmében unokaöccséé, Báthory Gábor erdélyi fejedelemé lett. A fejedelem húga, a rejtelmes és szomorú sorsú Báthory Anna (1594–1636) hosszú évekig lakott a kereki várban.  1628-ban Bethlen Gábor adományozta öccsének, Istvánnak – az ő leánya hozományaként került a váruradalom Zólyomy Dávidhoz.
A várat 1660-ban Szejdi pasa ostroma során nagy pusztulás érte. A lakóépület is elhanyagolódott, birtokosai nem itt éltek. A váruradalom Perényi Gáborné Zólyomy Erzsébet és fia halála után az erdélyi fejedelmi kincstáré lett. A település fizette a hódoltsági adót és 1692-ben csak tizennégy család lakott benne.

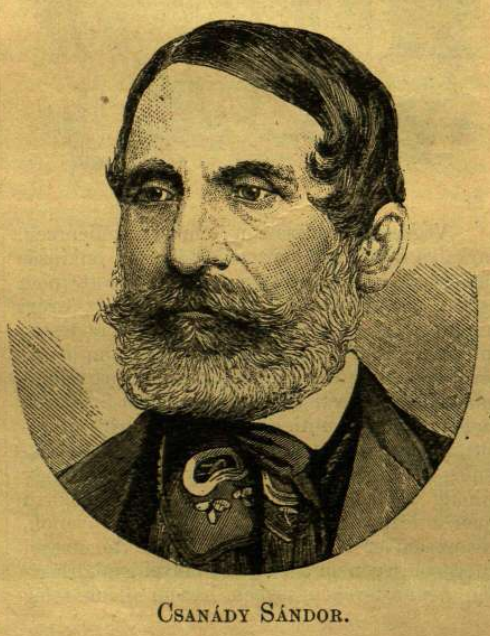
Csanády Sándor

Az 1720–30-as években a falu földesura Joseph Kiczing császári hadbiztos, aki a vár ép részében lakott. Katonaságnak és katolikus káplánnak is helyet adott 1749-ig. Ekkor vásárolta meg a birtokot a kastéllyal együtt id. Hodossy János, kunkapitány második felesége, özv. Mensáros Györgyné Magyary Kossa Judit részére. Férje halála után ő, majd leánya Klára és veje Csanády Sámuel, hajdúkerületi főkapitány a földesúr. Rendbe hozatták a kastélyrészt, de a várnak többé szerepe nem volt. A lepusztult lakóépület helyén 1752–84 között barokk kastély épült, délkeleti sarkán toronyszobával. Utoljára Csanády Sándor 1848–49-es megyebiztos, nemzetőrkapitány, később országgyűlési képviselő lakott itt. A klasszicista kocsifeljáró, délnyugati porticus és belső átalakítás 1850-ben, a romantikus neobarokk átépítés 1870-ben a nevükhöz fűződik.
A Csanádyak alatt a bihari középbirtokosok kúriáira jellemző élet folyt. A kastély 1878–1929 között a Lakatos családé. 1927-ben került nem helyi birtokosok kezére, azóta nem lakták. A háború alatti években már gazdasági célt szolgált.
A trianoni békeszerződést követően a Romániához csatolt Bors település Magyarországnál maradt Nagyzomlinpuszta nevű részét (275 magyar lakossal) Nagykerekihez csatolták.
A pusztulás 1945 után fokozódott. Elhordták a 17. századi körítő fal, a kapubejárat és a délnyugati sarokbástya maradványait is.
Az Országos Műemléki Felügyelőség helyi kezdeményezésre 1959–1962 között állította helyre. Benne más jellegű hasznosítás mellett könyvtár és állandó múzeumi kiállítás is helyet kapott.

## Közélete

### Polgármesterei
| Időszak   | Polgármester      | Párt      |
| --------- | ----------------- | --------- |
| 1990–1994 | Sipos Imre        | MSZP      |
| 1994–1998 | Dr. Lisztig Mária | független |
| 1998–2002 | Kovács Miklósné   | független |
| 2002–2006 | Kovács Miklósné   | független |
| 2006–2010 | Zilai Károly      | MSZP      |
| 2010–2014 | Zilai Károly      | független |
| 2014–2019 | Zilai Károly      | független |
| 2019–2024 | Zilai Károly      | független |
| 2024–     | Zilai Károly      | független |

## Népesség
A település népességének változása:
| Lakosok száma | 1349 | 1364 | 1375 | 1333 | 1097 | 1118 | 1108 |
|               | 2013 | 2014 | 2015 | 2021 | 2022 | 2023 | 2024 |

2001-ben a település lakosságának 96%-a magyar, 4%-a cigány nemzetiségűnek vallotta magát.
A 2011-es népszámlálás során a lakosok 86%-a magyarnak, 4,9% cigánynak, 0,2% németnek, 4,5% románnak mondta magát (13,6% nem nyilatkozott; a kettős identitások miatt a végösszeg nagyobb lehet 100%-nál). A vallási megoszlás a következő volt: római katolikus 5,6%, református 53,8%, görögkatolikus 2,3%, evangélikus 0,5%, felekezeten kívüli 8,9% (26,5% nem válaszolt).
2022-ben a lakosság 86,7%-a vallotta magát magyarnak, 6,6% cigánynak, 4,7% románnak, 0,2% németnek, 0,2% lengyelnek, 0,2% horvátnak, 0,1% ruszinnak, 0,1% szlovénnek, 0,5% egyéb, nem hazai nemzetiségűnek (11,6% nem nyilatkozott; a kettős identitások miatt a végösszeg nagyobb lehet 100%-nál). Vallásuk szerint 36,9% volt református, 5,1% római katolikus, 2,1% görög katolikus, 1,9% ortodox, 1,7% egyéb keresztény, 0,4% egyéb katolikus, 10,5% felekezeten kívüli (41,4% nem válaszolt).

## Nevezetességei
- Bocskai-vár vagy más néven Bocskai-várkastély

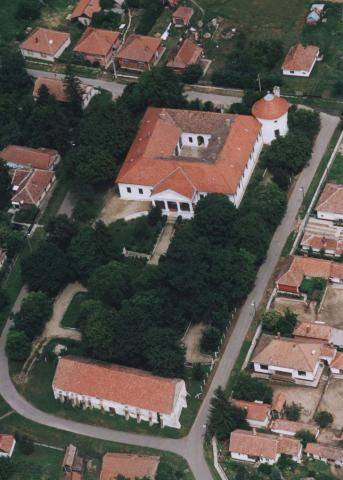

- Bocskai István Emlékkiállítás

## Ismert nagykerekiek
- Itt született 1916. február 16-án Vindis Zoltán magyar költő.
- Itt született és halt meg Csanády Sándor (1814-1892) országgyűlési képviselő

## Külső hivatkozások
- A Wikimédia Commons tartalmaz Nagykereki témájú kategóriát.
- Nagykereki az utazom.com honlapján